# Schistidium antarctici
Schistidium antarctici là một loài Rêu trong họ Grimmiaceae. Loài này được (Cardot) L.I. Savicz & Smirnova mô tả khoa học đầu tiên năm 1965.